# Tochara
Tochara là một chi bướm đêm thuộc họ Erebidae.